# کالسکه

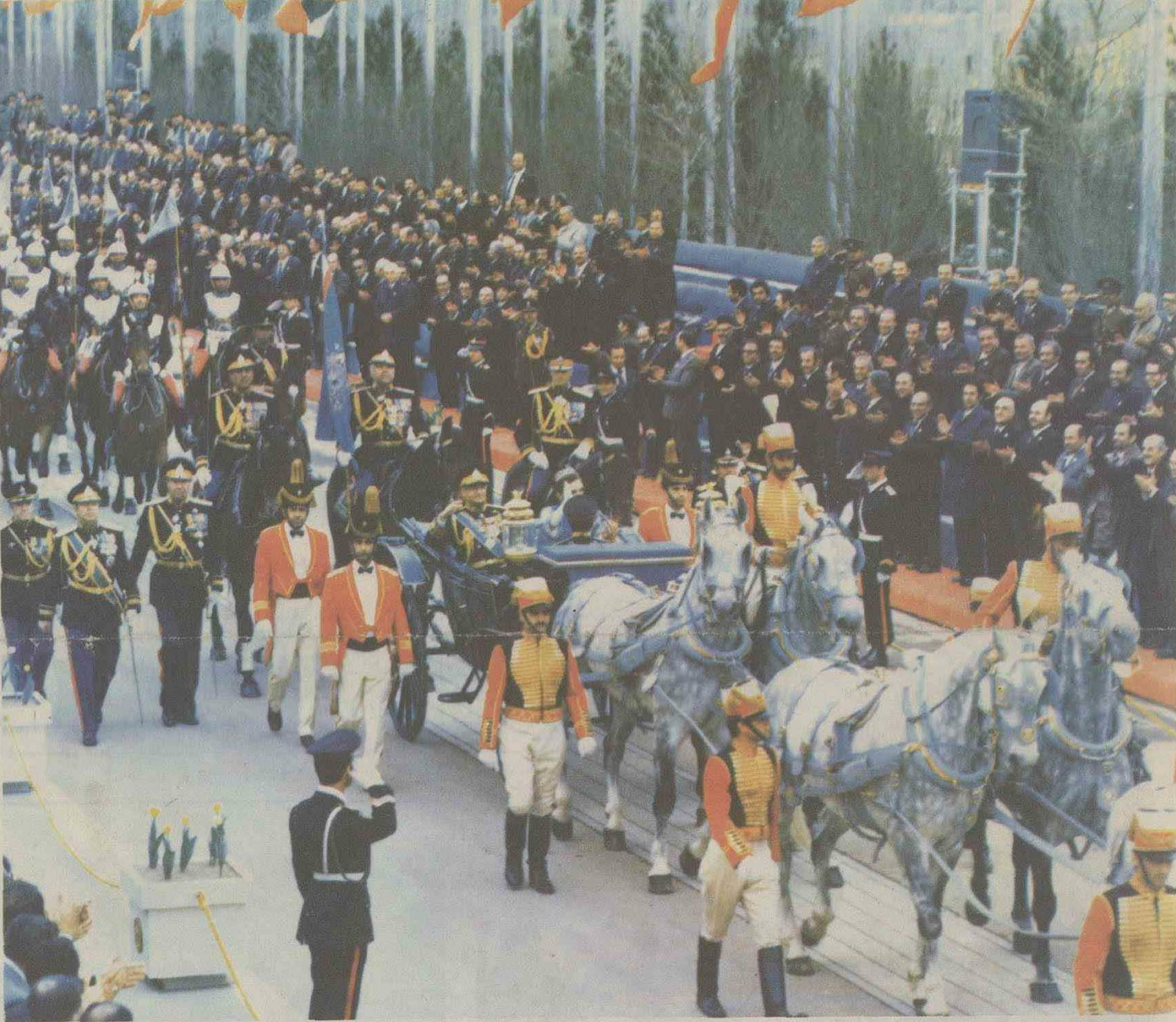
محمدرضا پهلوی، فرح پهلوی، و رضا پهلوی با کالسکه سلطنتی از میان ۱۲ هزار شرکت‌کننده مراسم اول فروردین عبور می‌کنند.

کالسکه (وام‌واژه از زبان روسی، از روسی: коля́ска) یا درشکه یکی از وسایل نقلیه است.
کالسکه معمولاً چهار چرخ دارد و توسط اسب و یا الاغ کشیده‌می‌شود. کالسکه‌ها معمولاً سرپوشیده هستند.

## کالسکه بچه
کالسکه بچه نمونه کوچکی از کالسکه‌های بزرگ است که برای جابجایی کودکان در بیرون از خانه استفاده می‌شوند که انواع گوناگونی دارد.

## پیوندهای مرتبط
- ارابه
- درشکه
- کجاوه
- گاری
- گردونه
- Horse-drawn vehicle
- Horse harness
- Driving (horse)
- Horseless carriage